# Stjørdals-Blink IL
Stjørdals-Blink IL is een Noorse sportclub uit Stjørdalshalsen, in de provincie Trøndelag. De club ontstond in 1956 na een fusie tussen Stjørdal IL en IL Blink. Onder meer badminton, handbal, volleybal en atletiek worden bij de vereniging beoefend, maar de voetbalafdeling is de meest bekende. De traditionele kleuren van de vereniging zijn rood-zwart. 

## Geschiedenis

### Voetbal
Hoewel de fusievereniging in 1956 werd opgericht, wordt het jaar 1910 nog altijd het oprichtingsjaar van de club genoemd. In de loop van de geschiedenis kwam Stjørdals-Blink vooral uit in de derde en vierde klasse van de voetbalpiramide. In 1994 nam men voor één seizoen deel aan de 1. divisjon, maar degradeerde met twee punten achterstand op FK Mjølner. Pas in 2019 keerde men opnieuw terug in de 1. divisjon na een verrassend behaald kampioenschap in de 2. divisjon.
Na een overtuigende start van het seizoen zorgde de tweede seizoenshelft ervoor dat Stjørdals-Blink als nog op een promotie-/degradatieplek terechtkwam. Het won daarin over twee wedstrijden van Asker Fotball (3–0 thuis, 1–3 uit) waardoor het zich handhaafde in de 1. divisjon. Ook het jaar erna in het seizoen 2021 werd de veertiende plaats behaald, maar ook dit keer handhaafde Blink zich door twee keer de finalewedstrijden te winnen. Hierin werd IL Hødd verslagen (3–2 uit, 3–0 thuis). in 2022 degradeerde het als rode lantaarn naar de 2. divisjon. Sindsdien is de club actief op het derde niveau (2. divisjon).

### Stadion
Twee jaar na oprichting van de fusieclub werd het sportpark Øverlands Minde geopend. In 2012 werd de Nye Blinkbanen geopend die zou gaan fungeren als stadion voor de club. Na de promotie naar de 1. divisjon voldeed dit stadion echter niet aan de eisen van de Noorse voetbalbond. Er werd binnen twee maanden tijd een nieuwe sportaccommodatie gebouwd. Voor het Sandskogan Stadion werden twee nieuwe tribunes gebouwd met plaats voor 960 toeschouwers.

## Overzichtslijsten

### Eindklasseringen vanaf 1957
| 1 |

| 7 |

| 2 |

| 2 |

| 3 |

| 1 |

| 8 |

| 2 |

| 1 |

| 8 |

| 2 |

| 1 |

| 1 |

| 5 |

| 1 |

| 5 |

| 2 |

| 2 |

| 5 |

| 3 |

| 1 |

| 7 |

| 10 |

| 5 |

| 3 |

| 1 |

| 10 |

| 6 |

| 6 |

| 12 |

| 1 |

| 5 |

| 4 |

| 3 |

| 2 |

| 11 |

| 1 |

| 11 |

| 6 |

| 3 |

| 8 |

| 12 |

| 2 |

| 1 |

| 13 |

| 3 |

| 3 |

| 1 |

| 8 |

| 2 |

| 3 |

| 10 |

| 4 |

| 1 |

| 2 |

| 2 |

| 2 |

| 1 |

| 7 |

| 8 |

| 1 |

| 11 |

| 1 |

| 14 |

| 14 |

| 16 |

| 7 |

| Niveau 2 | Niveau 3 | Niveau 4 |

De Noorse divisjons hebben in de loop der jaren diverse namen gekend, zie:  Eliteserien#Geschiedenis, 1. divisjon#Naamsveranderingen, 2. Divisjon.

### Seizoensresultaten vanaf 2017
| Seizoen | №  | Clubs | Divisie     | Duels | Winst | Gelijk | Verlies | Doelsaldo | Punten | Tsch |
| ------- | -- | ----- | ----------- | ----- | ----- | ------ | ------- | --------- | ------ | ---- |
| 2017    | 1  | 14    | 3. divisjon | 26    | 19    | 2      | 5       | 81–45     | 59     | ??   |
| 2018    | 11 | 14    | 2. divisjon | 26    | 7     | 7      | 12      | 39–48     | 28     | ??   |
| 2019    | 1  | 14    | 2. divisjon | 26    | 18    | 6      | 2       | 69–22     | 60     | ??   |
| 2020    | 14 | 16    | 1. divisjon | 30    | 8     | 9      | 13      | 52–59     | 33     | 200  |
| 2021    | 14 | 16    | 1. divisjon | 30    | 8     | 7      | 15      | 32–50     | 31     | 422  |
| 2022    | 16 | 16    | 1. divisjon | 30    | 4     | 5      | 21      | 30-71     | 17     | 571  |
| 2023    | 7  | 14    | 2. divisjon | 26    | 10    | 8      | 8       | 54-42     | 38     | 323  |
| 2024    |    | 14    | 2. divisjon | 26    |       |        |         |           |        |      |